# Templo de El Hospicio (Cochabamba)
El Templo El Hospicio es un templo católico patrimonial de la ciudad de Cochabamba en Bolivia. Se halla ubicado en la calle Mayor Rocha frente a la Plazuela Colón, etá identificado como parte del patrimonio eclesiástico del municipio de Cercado como parte de la infraestrutura republicana.

## Historia
En el siglo XIX, los franciscanos del Convento de Tarata tenìan la responsabilidad de la atención de las misiones de las zonas de Chiquitos y Guarayos en Santa Cruz.
En 1857 decidieron edificar en la ciudad de Cochabamba un Hospicio, es decir un Convento destinado a apoyar las misiones, desarrollar una acción pastoral en la ciudad y atender a los misioneros enfermos y ancianos.
El 12 de abril de 1858, la señora Melchora Aneiba Vda. de Salamanca donó una casa quinta ubicada en la plazuela "Cuchi", frente al prado público, para la construcción del Hospicio. Con esta misma finalidad, en julio de 1860 se adquiere una casa con su respectivo sitio.
La construcción fue realizado por el Italiano Ingeniero Joseph Rossetti Gras. La capilla fue concluida en 1875. Para financiar los gastos se reunieron fondos de la población cochabambina y de las poblaciones mineras a las asistían los Franciscanos.

## Características arquitectónicas
Posee 3 naves y tres arcos, es de estilo neoclásico, y el interior posee elementos bizantinos.

## Festividades
En 1895 fue el albergue de los artesanos paceños que llevaron la primera versión de la Feria de Alasitas en Cochabamba.